# Saint-Saphorin (Lavaux)
Saint-Saphorin (Lavaux) je obec v západní (frankofonní) části Švýcarska, v kantonu Vaud, v okrese Lavaux-Oron. Žije zde 392 obyvatel.

## Geografie
Saint-Saphorin (Lavaux) leží v nadmořské výšce 403 m, vzdušnou čarou 14 km východo-jihovýchodně od hlavního města kantonu, Lausanne. Vinařská obec se nachází na úzkém výběžku na úpatí vinic oblasti Lavaux, v panoramatické poloze asi 30 výškových metrů nad hladinou Ženevského jezera na úpatí hory Mont Pèlerin.
Území obce o rozloze pouhých 0,9 km² zahrnuje část oblasti Lavaux na severovýchodním břehu Ženevského jezera (asi 1 km pobřeží jezera). Území obce se táhne od břehu jezera na sever po strmém svahu Saint-Saphorin a v úzkém zákoutí na náhorní plošinu západně od Mont Pèlerin. Nejvyšší bod Saint-Saphorin (Lavaux) dosahuje výšky 715 m n. m. a nachází se nad vesnicí Lignières na svahu Mont Pèlerin. Východní hranici tvoří  potok Salenche. V roce 1997 bylo 27 % rozlohy obce pokryto zastavěnou plochou, 11 % lesy a lesními porosty, 61 % zemědělskou půdou a něco málo přes 1 % neproduktivní půdou.
Saint-Saphorin (Lavaux) zahrnuje vesnici Lignières (636 m n. m.) na jihozápadním svahu Mont Pèlerin a několik samostatných farem. Sousedními obcemi Saint-Saphorin (Lavaux) jsou Rivaz, Chexbres, Puidoux a Chardonne.

## Historie

Letecký pohled (1971)

Oblast obce Saint-Saphorin (Lavaux) byla osídlena již v římské době. Z tohoto období byly nalezeny pozůstatky římské vily a milníku. Nacházejí se zde také stopy z raně křesťanského a burgundského období. První zmínka o obci pochází z roku 1134 z listiny obsahující přídomek de Sancto Sufforiano. Později se objevily názvy Sanctus Simphorianus (1228), S. Safurin (1256) a Saymsafurin (1284). Název místa, který latinsky zněl Sansaphorinum, pochází od svatého Symphoriena z Autunu.
Od 12. století patřil Saint-Saphorin (Lavaux) pod jurisdikci biskupa z Lausanne. Po dobytí Vaudu Bernem v roce 1536 přešla vesnice pod správu panství Lausanne. Po pádu Staré konfederace patřila obec v letech 1798–1803 v období Helvétské republiky ke kantonu Léman, který byl po vstupu v platnost Ústavy o zprostředkování sloučen s kantonem Vaud. V roce 1798 byla přiřazena k okresu Lavaux. Teprve v roce 1810 byla obec Saint-Saphorin rozdělena na nyní politicky samostatné obce Chexbres, Puidoux, Rivaz a Saint-Saphorin (Lavaux).

## Obyvatelstvo
| Rok            | 1850 | 1900 | 1910 | 1930 | 1950 | 1960 | 1970 | 1980 | 1990 | 2000 |
| Počet obyvatel | 357  | 410  | 393  | 373  | 315  | 281  | 245  | 309  | 349  | 348  |

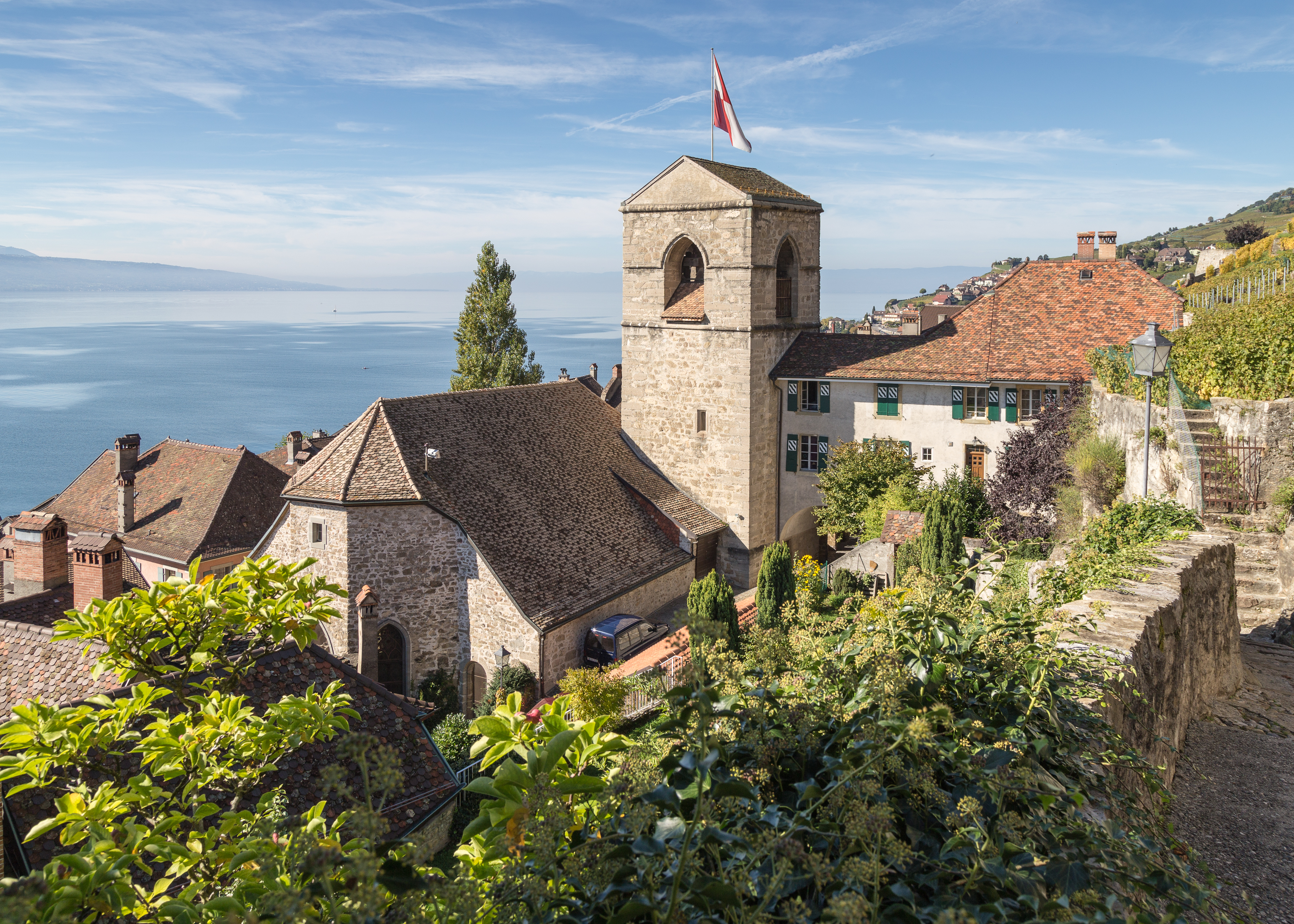
Reformovaný kostel

Z celkového počtu obyvatel je 88,2 % francouzsky mluvících, 5,5 % německy mluvících a 2,9 % anglicky mluvících (stav v roce 2000). V roce 1900 žilo v Saint-Saphorin (Lavaux) celkem 410 obyvatel. Poté došlo v důsledku soustavného vystěhovalectví k poklesu na 245 obyvatel do roku 1970; od té doby počet obyvatel opět výrazně vzrostl, zejména díky nové výstavbě nad vinicemi.

## Hospodářství
Až do druhé poloviny 20. století byla obec Saint-Saphorin (Lavaux) převážně zemědělskou obcí. I dnes hraje vinařství na optimálně osluněných svazích Lavaux (přibližně 40 hektarů) důležitou roli v obživě obyvatel. V Saint-Saphorin (Lavaux) se vyrábějí kvalitní vína s označeními Saint-Saphorin, Dézaley a Calamin. Na výšinách nad vinicemi se provozuje zemědělství a chov dobytka.
Další pracovní místa jsou k dispozici v sektoru služeb (vinné sklepy a vinotéky). V 21. století se průmysl orientuje také na cestovní ruch a v posledních desetiletích se obec rozvinula v rezidenční obec. Mnoho pracujících dojíždí za prací především do Lausanne a do oblasti Vevey a Montreux.

## Doprava
Obec má dobré dopravní spojení. Leží na hlavní silnici č. 9, která vede z Lausanne podél břehu jezera přes Vevey a Montreux do Valais. Nejbližší nájezd na dálnici A9 (Lausanne–Sion), která byla otevřena v roce 1974, je u Chexbres, asi 3 km od obce. Dne 2. dubna 1861 byl otevřen úsek železniční trati Lausanne–Villeneuve z Lausanne do Valais se stanicí v Saint-Saphorin.

## Zajímavosti
Terasovitě upravené svahy místní vinařské oblasti Lavaux jsou zařazeny do seznamu světového kulturního dědictví UNESCO.